# Тулілув
Тулілув (пол. Tuliłów) — село в Польщі, у гміні Мєндзижець-Підляський Більського повіту Люблінського воєводства. Населення — 395 осіб (2011).

## Історія
У часи входження до складу Російської імперії належало до Радинського повіту Сідлецької губернії.
За даними етнографічної експедиції 1869—1870 років під керівництвом Павла Чубинського, у селі проживали лише греко-католики, усе населення розмовляло українською мовою.
У 1975—1998 роках село належало до Білопідляського воєводства.

## Демографія
Демографічна структура станом на 31 березня 2011 року:
|          | Загалом | Допрацездатний вік | Працездатний вік | Постпрацездатний вік |
| -------- | ------- | ------------------ | ---------------- | -------------------- |
| Чоловіки | 204     | 50                 | 135              | 19                   |
| Жінки    | 191     | 44                 | 113              | 34                   |
| Разом    | 395     | 94                 | 248              | 53                   |